# قورشالو
قورشالو هي قرية في مقاطعة أرومية، إيران. يقدر عدد سكانها بـ 203 نسمة بحسب إحصاء 2016.